# 德島文理大學
德島文理大學（日语：とくしまぶんりだいがく、英語：Tokushima Bunri University），是位于日本德岛县德島市的私立大學，創立於1895年。

## 歷史
- 1885年：德島文理大學前身私立裁縫專修學校成立。
- 1912年：新建的寺島校舍完工。
- 1924年：德島女子職業學校設立。
- 1947年：德島女子職業學校更名為村崎高等女學校。
- 1948年：村崎高等女學校更名為村崎女子高等學校。
- 1958年：村崎女子高等學校更名為德島女子高等學校。
- 1961年：德島女子短期大學設立。
- 1966年：德島女子大學設立。
- 1972年：德島女子大學更名為德島文理大學。
- 1973年：德島女子短期大學更名為德島文理大學短期大學，德島女子大學附設幼稚園設立。
- 1975年：德島文理大學附設中學設立。
- 1976年：德島女子高等學校更名為德島文理高等學校，德島文理大學附中更名為德島文理中學。
- 1979年：藥學研究科設立該校第一個碩士課程。
- 1980年：德島文理大學短期大學更名為德島文理大學短期大學部。
- 1981年：藥學研究科設立該校第一個博士課程。
- 1983年：香川校區設立。
- 1984年：德島文理小學開設。
- 1988年：加拿大溫哥華社區學院為該校第一間締結姐妹關係的國際大學。
- 1993年：慶祝創校成立100周年，村崎凡人紀念圖書館、體育館完工。
- 1997年：慶祝創校成立110周年，香川校區研究與媒體圖書館完工。
- 2015年：慶祝創校成立120周年，該校成立區域合作中心。

## 校區
- 校本部（德島校區）：位於德島縣德島市山城町（日语：山城町 (徳島県)）
- 香川校區：位於香川縣讚岐市，1983年設立。

## 學部與學科
- 藥學部 
  - 藥學科
- 人間生活學部 
  - 人間生活學科
  - 食物榮養學科
  - 兒童學科
  - 住居學科
  - 心理學科
  - 人間福祉學科
- 保健福祉學部 
  - 人間福祉學科
  - 看護學科
- 總合政策學部 
  - 總合政策學科
- 音樂學部 
  - 音樂學科
- 香川藥學部 
  - 藥學科
  - 藥科學科
- 工學部 
  - 機械電子工學科
  - 臨床工學科
- 文學部 
  - 日本文學科
  - 英美言語文化學科
  - 文化財學科

## 姊妹校

### 亞洲
- 檀國大學
- 水原大學
- 水原科技大學（朝鲜语：수원과학대학교）

 中華民國
- 國立臺灣師範大學
- 國立臺中教育大學
- 東海大學
- 中原大學
- 義守大學
- 淡江大學
- 開南大學
- 臺北醫學大學
- 中山醫學大學
- 國立臺北科技大學
- 嘉南藥理大學
- 台南應用科技大學
- 大仁科技大學

 中国
- 廈門大學
- 廣東省外與藝術職業學院

 香港
- 香港大學

 越南
- 河內國家大學

### 美洲
加拿大
- 溫哥華社區學院
- 蘭加拉學院

 美国
- 麻省理工學院
- 印第安納大學
- 雪蘭多大學

### 大洋洲
- 格里菲斯大學

### 歐洲
英国
- 格羅斯特郡大學

 奥地利
- 維也納音樂與表演藝術大學

 義大利
- 帕維亞大學

 波蘭
- 盧布林醫科大學

 斯洛維尼亞
- 約瑟夫斯特凡國際研究生院（英语：Jožef Stefan Institute）

### 高中合作學校
- 安山江西高等學校

 中華民國
- 臺北市立南湖高中
- 新北市立三民高中
- 國立彰化高中
- 新民高中
- 樹德家商
- 新光高中
- 康橋雙語學校

 中国
- 北京語言大學附屬大連高級中學

## 交通資訊
校本部：
- 鐵路：JR四國牟岐線二軒屋車站
- 高速巴士：往返高松、松山、高知、岡山、廣島、神戶（三宮）、大阪（梅田）、京都、關西國際機場
- 機場：德島機場
- 渡船：往返和歌山

香川校區：
- 鐵路：
  - JR四國: 高松車站、志度車站
  - 琴平電鐵: 高松築港車站、琴電志度車站
- 高速巴士：往返德島、松山、高知、岡山、廣島、神戶（三宮）、大阪（梅田）、京都
- 機場：高松機場

## 外部連結
德島文理大學 （页面存档备份，存于）（日語）（英文）